# Arbeiter-Rad- und Kraftfahrerbund
Der Arbeiter-Rad- und Kraftfahrerbund (ARuK) der Tschechoslowakei wurde auf dem Gründungsverbandstag in Bodenbach (Stadtteil von Děčín, deutsch: Tetschen, später: Tetschen-Bodenbach) am 5. und 6. Dezember 1919 gegründet. Der ARuK zählt zu den Organisationen der sudetendeutschen Sozialdemokratie.
Berichtet wird die Einrichtung eines eigenen Fahrradhauses von 1920 bis 1922 in Karbitz sowie die Gründung der Fahrradhausgenossenschaft All frei 1922. Eine Motorfahrersektion wurde 1929 in Aussig gegründet. Das erste ARuK-Bundesfest fand 1935 statt. Die Zahl der Mitglieder wuchs von 940 im Jahr 1919 auf 20.064 (1929) und sank ab 1930 in Folge von Auseinandersetzungen zwischen Kommunisten und Sozialdemokraten bis 1936 auf 11.000. 1937 fusionierten Arbeiter-Turn- und Sportverband und Arbeiter-Rad- und Kraftfahrerbund zur Arbeiter-Turn- und Sportunion.